# ナイスアイディア!
「ナイスアイディア!」は、日本のポップ・ロック・バンドである緑黄色社会の楽曲。2024年3月19日にSony Music Labelsの社内レーベルEpic Records Japanより配信限定シングルとして発売された。作詞は長屋晴子、作曲はpeppeが手がけ、編曲はLASTorderと穴見真吾の共作。楽曲は緑黄色社会がアンバサダーを務めるカゴメ「野菜生活100」のCMソングとして制作された。

## 背景
2024年3月14日、緑黄色社会がカゴメ「野菜生活100」のアンバサダーに就任したことが発表される。オファーの理由については、バンド名の由来が野菜ジュースであることや、メンバーの出身地がカゴメの本社と同じ愛知県であることなどが挙げられ、カゴメの執行役員マーケティング本部長である稲垣慶一は2024年の「野菜生活100」に関するプロモーションテーマを「朝を味方に。」にしたことに引合いにあざやかに生きるビビットなメンバーの活動に共感し、この『朝を味方に。』というキーメッセージの思いを最も伝えてくださるメッセンジャーだと思ったからです。特に彼らが作り出す楽曲の躍動感やダイレクトに届く歌詞は『野菜生活100』にピッタリだと思いましたと説明している。
アンバサダーの就任と共に、メンバー全員が出演するCM「朝を味方に。2024年」編が17日が放送され、CMソングとして書き下ろされた「ナイスアイディア!」が使用されることが発表された。

## 制作
「ナイスアイディア!」について、公式サイト上ではカラフルな世界への扉を開くような歌詞と1日の始まりを元気に彩ってくれるエネルギッシュなサウンドが融合したアップチューンと紹介されている。
楽曲は曲先で、カゴメ側が提示した朝に元気が出るようなというテーマから、peppeが作曲した楽曲が合うということから決定した。peppeは朝の弾けた感じの映像をいただいていて、それを見てすぐにイメージがわいてきて、楽曲制作に取りかかれた。すごくイメージ通りに作れたなという感じですと語っている。
作詞を手がけた長屋は、『日テレNEWS NNN』の取材でテーマを受けてから歌詞にすることでの書き方の変化について聞かれ、テーマをもとにというのもあるので、私の普段の考え方だけでは出なかったものになったかなと思いつつも、自分でも感じていることを入れられたので、矛盾がない。『朝を味方に』というすてきなキャッチフレーズがあって、発想の転換をすることで、朝も気持ちの良いものになるなってところから膨らませていきましたねと答えている。

## リリース
2024年3月14日、緑黄色社会の公式Xで3月19日に「ナイスアイディア!」が配信限定シングルとして発売することが発表された。同日にLUMINE0で開催された『カゴメ「野菜生活100」アンバサダー就任発表会』の冒頭で、ワンコーラスのみ生演奏され、この生演奏が楽曲の初披露の場となった。
発売初週でダウンロード数は3,263DLを記録し、2024年4月1日付のオリコン週間デジタルシングル（単曲）ランキングで初登場10位に入った。

## 音楽番組での披露
「ナイスアイディア!」は、日本テレビ系『with MUSIC 春の2時間SP』（2024年3月30日）とTBS系『CDTVライブ!ライブ! 4時間半SP』（2024年4月1日放送）で披露され、テレビ東京系『テレ東ミュージックフェス2024夏』（2024年6日26日放送）ではLIL LEAGUEとONE N' ONLYとのコラボで披露された。

## クレジット
※出典
- 長屋晴子 – Vocal, Chorus
- 小林壱誓 – Guitars, Chorus
- peppe – Piano, Keyboard, Chorus
- 穴見真吾 – Bass, Chorus
- LASTorder – Programming
- 比田井修 – Drums
- 村上宣之 – Recording & Mixing

## チャート成績
| チャート (2024年)               | 最高位 |
| ------------------------------- | ------ |
| 日本 (Japan Hot 100)            | 81     |
| 日本 (オリコンデジタルシングル) | 10     |